# William Gordon Claxton
William Gordon »Dozy« Claxton, kanadski častnik, vojaški pilot, novinar in letalski as, * 1. junij 1899, Gladstone, Manitoba, † 28. september 1967, Toronto, Ontario.
Stotnik Claxton je med prvo svetovno vojno dosegel 37 zračnih zmag v 79 dneh.

## Odlikovanja
- Distinguished Service Order (DSO)
- Distinguished Flying Cross (DFC) s ploščico